# Chimarra diannae
Chimarra diannae är en nattsländeart som beskrevs av Oliver S. Flint Jr. och Sykora 1993. Chimarra diannae ingår i släktet Chimarra och familjen stengömmenattsländor. Inga underarter finns listade i Catalogue of Life.